# Pornocratès
Pornocratès (Pornocratie, Pornokratès, Femme au cochon ou Dame au cochon) est un tableau de l’artiste belge Félicien Rops réalisé en 1878. Il est considéré comme l’une de ses œuvres les plus connues.
Le tableau, d’une dimension de 75 cm de haut sur 48 cm de large, fait partie de la collection de la Fédération Wallonie-Bruxelles et est exposé au musée provincial Félicien Rops à Namur, en Belgique. Rops l’a exécuté à l’aquarelle, pastel et rehauts de gouache.
L’œuvre illustre la première de couverture de l’essai La Cité perverse de Dany-Robert Dufour.

## Description
Cette œuvre est considérée comme étant la plus connue de Rops. Elle a été peinte alors que Rops est âgé de 45 ans et qu’il vit à Paris avec Léontine et Aurélie Duluc, toutes deux maîtresses et mères des enfants de Rops. Selon une lettre écrite par ce dernier, l’œuvre a été créée « dans un salon de satin bleu, dans un appartement surchauffé, plein d’odeurs, où l’opopanax et le cyclamen me donnaient une petite fièvre salutaire à la production et même à la reproduction ». L’œuvre montre une femme (qui serait une courtisane) tenant un porc en laisse, debout sur une frise de marbre. Elle a les yeux bandés et est presque nue : elle porte de longs gants de soie noirs, un chapeau plumé, des chaussures et des bas noirs, de même qu’un ruban de soie dorée et bleue. Au-dessus du cochon à queue dorée se trouvent trois putti ailés sur fond de ciel bleu (selon Rops, les « Trois amours – les amours anciens »), à l’expression choquée et horrifiée.

## Signification
Il existe de nombreuses interprétations : la femme peut être perçue comme une figure féminine puissante, menée par le porc, qui peut être considéré comme une représentation d'un homme dans un état bestial, sauvage et ignorant, sous l'emprise de la femme. Le cochon à queue d'or peut également être considéré comme une allégorie du luxe, ou même comme l'animal du diable, un symbole de la fornication qui entraîne la femme aveuglée. L'oeuvre représente certainement la vision qu'a Rops de la femme de son époque : une femme fatale toujours plus affirmée, implacable et séduisante.